# Jan Chmiel (lekarz)
Jan Chmiel (ur. 24 czerwca 1920 w Hodowicy koło Lwowa, zm. 11 lipca 2012 w Olsztynie) – polski lekarz chirurg, organizator służby zdrowia w powojennej Polsce, podpułkownik Ludowego Wojska Polskiego.

## Życiorys
Urodził się w rodzinie Józefa i Marii z domu Kilian. Uczęszczał do Szkoły Powszechnej im. Józefa Piłsudskiego, a następnie do Państwowego gimnazjum im. Karola Szajnochy we Lwowie. Od dzieciństwa trenował piłkę nożną, był piłkarzem klubu Czarni Lwów. Uprawiał też lekkoatletykę. Był rekordzistą lwowskich szkół w skoku wzwyż, jego najlepszy wynik to 188 cm.
W 1941 rozpoczął studia medyczne na wydziale lekarskim Uniwersytetu im. Jana Kazimierza we Lwowie. Studia dokończył po wojnie na wydziale lekarskim Uniwersytetu im. Adama Mickiewicza w Poznaniu w 1946 roku. Po uzyskaniu dyplomu został skierowany do Braniewa na tzw. Ziemie Odzyskane.

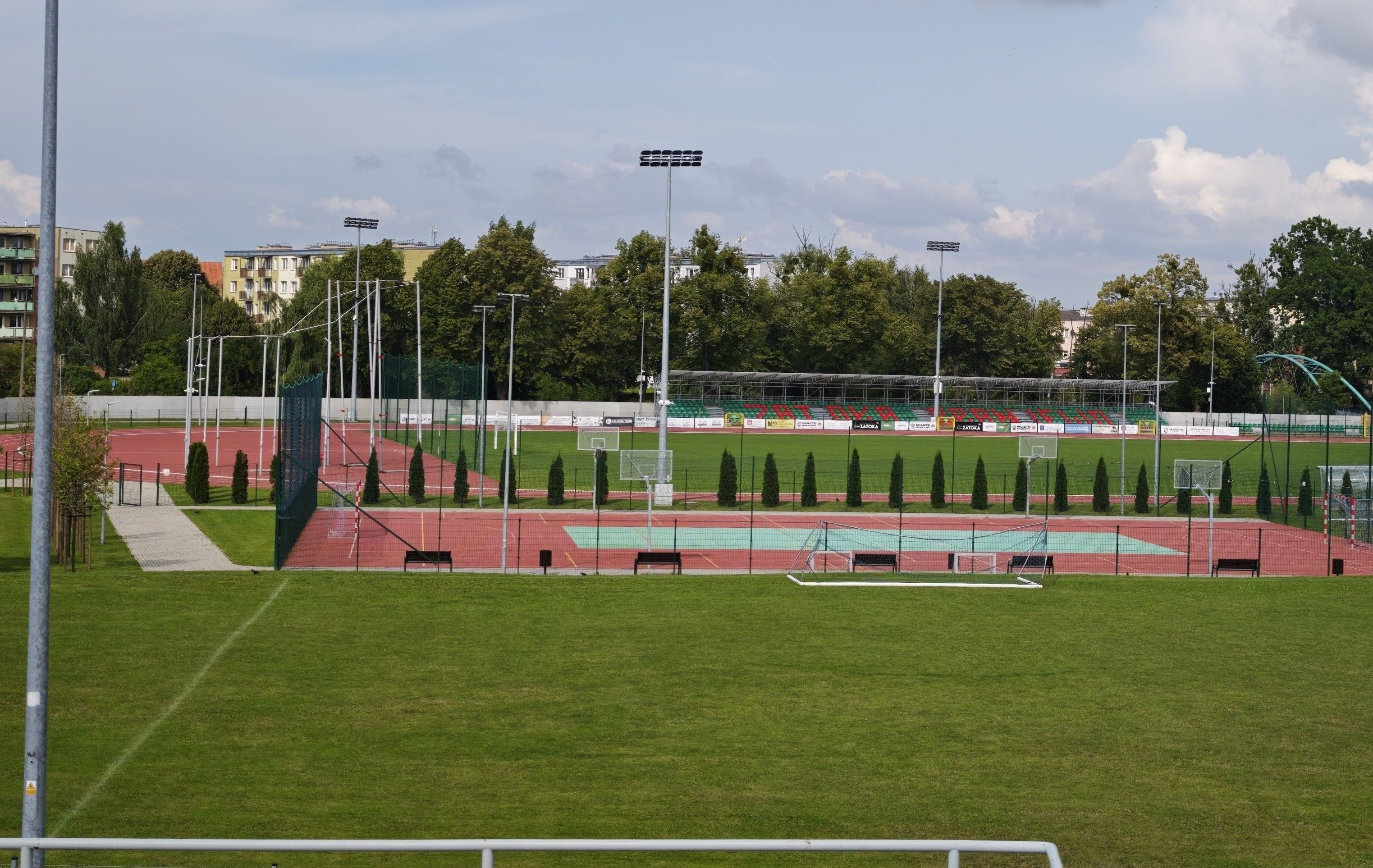
Inicjator budowy stadionu w Braniewie, który później otrzymał za patrona Cz. Staszczyńskiego, również Lwowiaka

W styczniu 1947 przybył do Braniewa. Wkrótce potem objął funkcję kierownika Powiatowego Ośrodka Zdrowia, lekarza ubezpieczalni społecznej i Polskich Kolei Państwowych. W maju 1947 roku został też prezesem pierwszego powojennego braniewskiego Klubu Sportowego „Błękitni”. Zainicjował budowę stadionu sportowego, który służący piłkarzom, lekkoatletom i wszystkim mieszkańcom Braniewa do dziś.
W 1948 został powołany do służby wojskowej w 1948. Ukończył kurs doskonalenia oficerów służby zdrowia, po czym został skierowany w maju 1948 do Szpitala-Polikliniki WUBP w Olsztynie na oddział chirurgiczny. Następnie uzyskał specjalizacje I stopnia z chirurgii (1951), II stopnia z chirurgii (1955) oraz II stopnia z urologii (1962). 29 grudnia 1960 obronił jako pierwszy w historii tego szpitala doktorat na podstawie dysertacji Diagnostyka i leczenie pourazowych i gośćcowych wysięków stawu kolanowego z uwzględnieniem elektroforezy bibułowej, obronionej na Akademii Medycznej we Wrocławiu pod kierunkiem prof. Wiktora Brossa.
W 1965 objął stanowisko inspektora do spraw profilaktyki w Zarządzie Zdrowia MSW i na tym stanowisku pracował do przejścia na emeryturę w 1985 roku.

## Życie prywatne
Jego córka Magdalena została doktorem inżynierem ichtiologiem, syn Jacek doktorem weterynarii, syn Leszek inżynierem mechanikiem.

## Publikacje
- Pamiętnik XIII Zjazdu Polskiego Towarzystwa Medycyny Sportowej, Olsztyn, 9–11 października 1969 r., Olsztyn 1972[7]

## Odznaczenia[4]
- Krzyż Kawalerski Orderu Odrodzenia Polski
- Złoty Krzyż Zasługi
- Srebrny Krzyż Zasługi
- Odznaka honorowa „Zasłużony dla Warmii i Mazur”